# 경상남도과학교육원

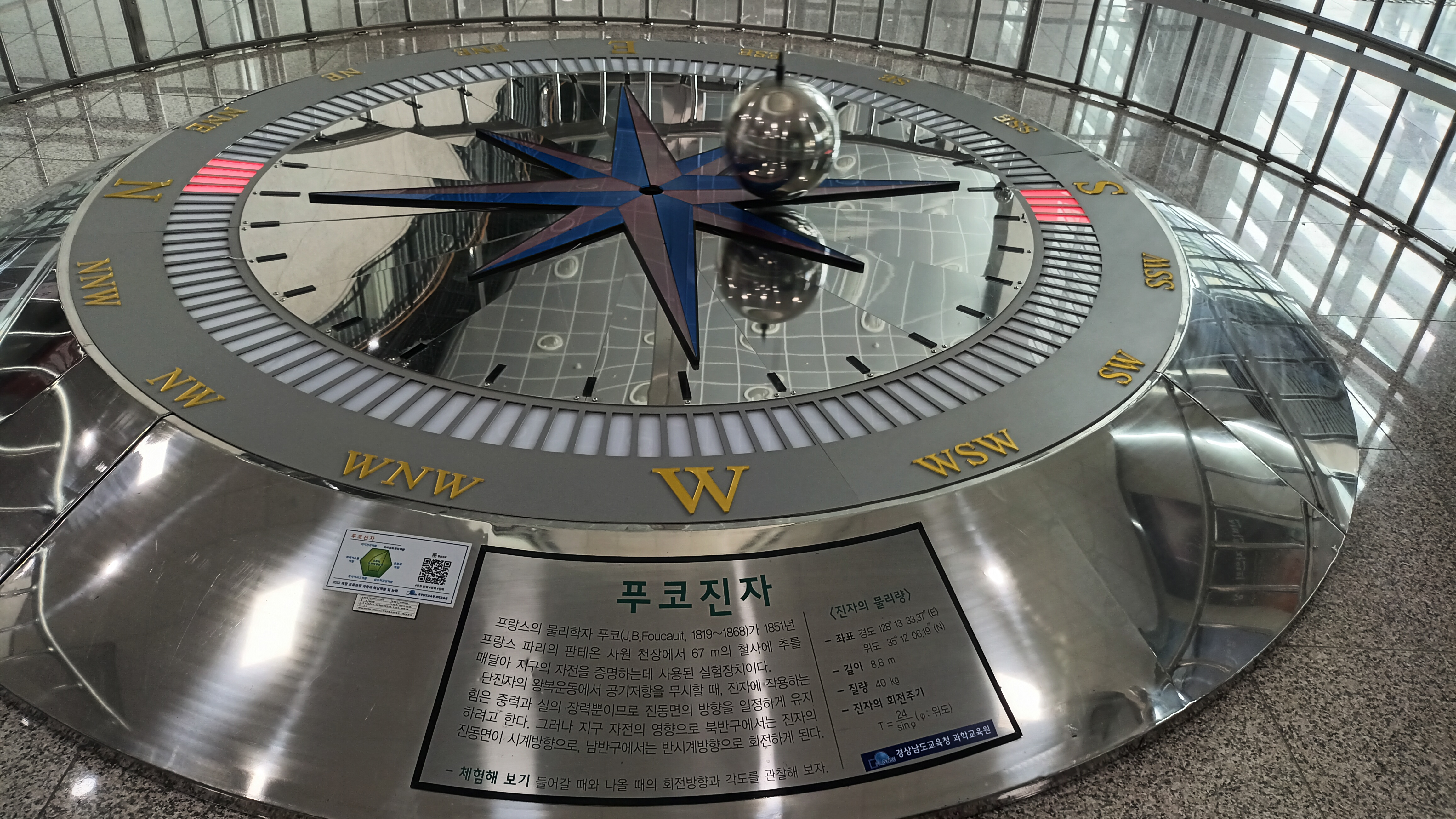
경상남도과학교육원 과학관 내 전시된 푸코의 진자
, 길이 8.8 m, 질량 40 kg

경상남도과학교육원(慶尙南道科學敎育院)은 지방교육자치에 관한 법률 제32조 및 과학교육 진흥법제3조에 따라 과학기술교육에 관한 자료를 개발·보급하며, 학생들의 탐구활동과 교원연수를 위하여 경상남도교육청 산하에 설치된 소속기관이다. 도로명주소는 진주시 진성면 진의로 178-35, 경남과학고등학교 옆에 있으며 과학교육원 내부에 진주 가진리 새발자국과 공룡발자국화석 산지가 있다.

### 과학관과진주 가진리 새발자국과 공룡발자국화석 산지
경상남도과학교육관에는 진주 가진리 새발자국과 공룡발자국화석 산지와 푸코의 진자를 포함하여 물리학, 화학, 지구과학 등 과학 관련 전시물들이 있는 과학관이 있으며 입장료 없이 무료이다. 매주 월요일과 법정공휴일(어린이날 제외) 휴관하고 과학관 개방시간은 오전 10시부터 오후 5시까지다. 

## 연혁
- 1997. 8 진주 가진리 새발자국과 공룡발자국화석 산지 발견 사실 언론 보도
- 1997. 8. 14 진주 가진리 새발자국과 공룡발자국화석 산지 현지조사 실시
- 1997. 11. 12 화석 발굴 착수
- 1998. 1. 10 화석 발굴 완료
- 1998. 12. 23 천연기념물 제395호 진주 가진리 새발자국과 공룡발자국화석 산지 지정

## 같이 보기
- 경상남도교육청
- 진주 가진리 새발자국과 공룡발자국화석 산지
- 경상남도교육청